# Каянгел (атолл)
Каянгел (англ. Kayangel) — атолл в одноимённом штате в микронезийском государстве Палау в Тихом океане. Находится примерно в 64 км к северо-востоку от города Нгерулмуд, столицы государства.

## География
Длина группы с севера на юг составляет около 3,7 км, а ширина — 2 км. Общая площадь суши достигает 1,39 км². В центре расположена обширная лагуна, средняя глубина которой составляет 6 м, а максимальная — 9,6 м. Её площадь — около 6 км². Острова окружены коралловым рифом, проход через который находится с западной стороны. В целом, острова Каянгел состоят из примерно 25 коралловых возвышений и 4 островов (Каянгел, Нгериунгс, Нгеребелас и Орак), крупнейший из которых — Каянгел.

## Население
Единственный населённый остров — Каянгел, где на берегу лагуны расположены пять небольших деревень (Орукеи, Дилонг, Доко, Олканг и Даймс), в которых, в общей сложности, проживает 188 человек (2005). Вместе они составляют административный центр штата Каянгел.